# Mark an der Drau
Die Mark an der Drau (Mark Pettau, Mark hinter dem Drauwald, marchia transsilvana, Grafschaft hinter dem Drauwald, auch untere Karantaner Mark) war ein historisches Gebiet im Mittelalter. Sie wurde in der zweiten Hälfte des 10. Jahrhunderts ins Leben gerufen, reichte von der Ostgrenze der alten karolingisch-karantanischen Gaugrafschaft Jauntal die Drau abwärts nach Osten bis unter Pettau in die Gegend von Friedau (Ormož) und wurde nach 1147 an die obere Kärntnermark angeschlossen, dem späteren Herzogtum Steiermark.

## Geographie
Die Kärntner Grafschaft Jaun (Jaune, Jaunetal) hatte ihre östliche Grenzmautstelle vermutlich in Hohenmauthen (Muta), dahinter begann drauabwärts der dichte Drauwald, der sich erst vor dem heutigen Maribor wieder lichtete (Marburg entstand erst nach 1147; in Feistritz (Bistrica pri Rušah, ca. 10 km westlich Maribor) lag der 1093 bezeugte Binnengrenzzoll der Pettauer Mark, wie die „Mark hinter dem Drauwald“ nach ihrem zentralen Ort Pettau auch genannt wurde.)
Als Grenzlinie im Drauwald selbst wird der Verlauf Wölka (Velka)-Tschermenitzen (Črmenica)-Graben angenommen.
Die Gebiete westlich dieser Linie – Mahrenberg (Radlje ob Dravi), Hohenmauthen (Muta), Saldenhofen (Vuzenica) und Windischgraz (Slovenj Gradec) – gehörten noch zum Herzogtum Kärnten (ab 976) im engeren Sinn.
Im Norden erstreckte sich die Mark bis zum Hügelkamm des Poßrucks bzw. weiter östlich bis zur Mur, im Süden bis zur Sann-Drann-Wasserscheide, die Grenze im Osten zum Königreich Ungarn war eher unbestimmt, die Herrschaft Ankenstein (Borl) war bis Maximilian I. überhaupt ein autonomes Gebiet (freies Eigen). Polstrau (Središče ob Dravi) dagegen war ungarisches Lehen bzw. Lehen vom Erzstift Salzburg bis 1803. (Ebner)

## Geschichte

### Entstehung
Durch die Schlacht auf dem Lechfeld 955 wurde die Ungarngefahr fürs Erste gebannt und das Reich in der Folge (970–980) durch die Errichtung eines breiten Markengürtels gegen die Bedrohungen aus dem Südosten abgesichert. Dazu gehörten die Mark an der Donau, die Mark an der Mur, die Mark an der Drau, die Mark an der Sann, die damals weit über die Save südwärts reichte und die Windische Mark mit umfasste, sowie die Marken Krain und Istrien. Die Mark Verona, Friaul einschließend, war schon 952 der nördlichen Reichshälfte angegliedert worden.
980 wird ein Graf Rachwin erwähnt, in dessen Grafschaft ein gewisser Willihalm (Vater des späteren Markgrafen Wilhelm von der Sann) von Kaiser Otto II. mit der späteren Herrschaft Weitenstein (Vitanje) beschenkt wird.

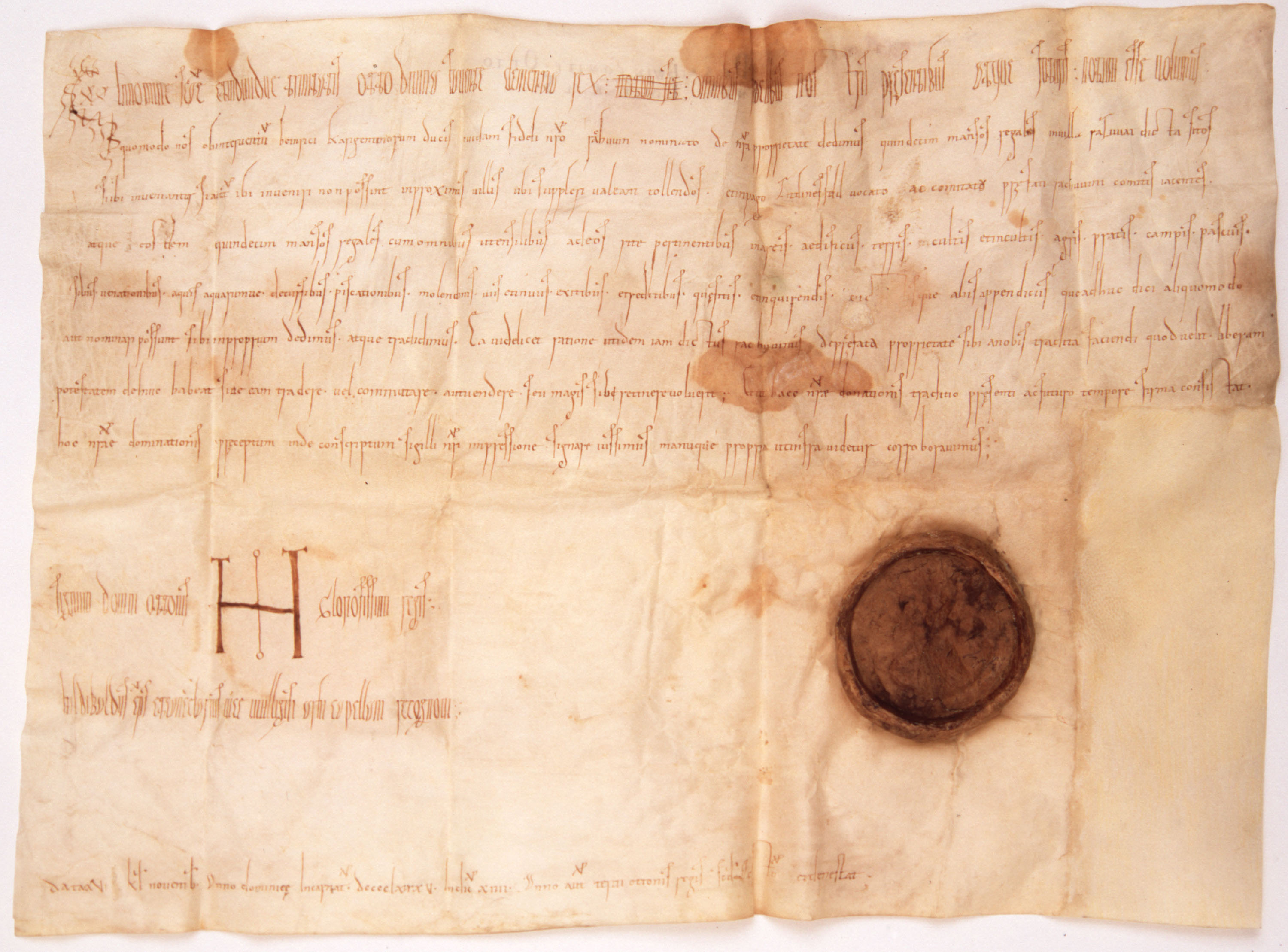
Schenkungsurkunde Ottos III. für Graf Rachwin aus dem Jahr 985

985: Auf Intervention Herzog Heinrichs von Kärnten schenkt Otto III. dem Grafen Rachwin 15 Königshufen in Roßwein (Razvanje, südlich von Maribor). Der hier Beschenkte ist wohl mit dem Grafen Rachwin von 980 identisch.
Bis um 1005 wurde das Gebiet von Aribo, „Markgraf im Jaunetal“, mitverwaltet,
einem Bruder des Bischofs Albuin von Brixen und Mitglied des hochfreien Aribonengeschlechtes, welches neben großem Besitz in Bayern, Salzburg und Kärnten auch in der Steiermark, und zwar um Leoben und Straßgang wie auch im Drau- und Sanngebiet reich begütert war. (Mell)

### Kirchliche Organisation
Gemäß der 811 von Karl dem Großen vorgenommenen Teilung der kirchlichen Betreuungsgebiete in den Bereich des Patriarchats Aquileia (südlich der Drau) und den des Erzbistums Salzburg (nördlich der Drau) wurden im 12. Jahrhundert jeweils mehrere Pfarren, Urpfarren mit Vikariaten und Eigenkirchen des Adels, zu Archidiakonaten zusammengefasst:
Nördlich der Drau bis zum Poßruck, also im Bereich der Erzdiözese Salzburg, wurden die Pfarren dem Archidiakon der Unteren Mark unterstellt. Allein der Mahrenberger Bezirk gehörte zum Archidiakonat Unterkärnten (ebenfalls zu Salzburg). Es galt hier die alte politische Grenze zwischen Mark und Herzogtum.
Südlich der Drau erstreckte sich bis zur Save das Archidiakonat Sanntal, das sogar jenseits des Flusses noch Ratschach (Radeče) und Schärfenberg (Svibno) einschloss. Allerdings waren die Pfarren des Windischgrazer und Saldenhofener Bezirks dem Aquileienser Archidiakonat Kärnten unterstellt. Auch hier deckte sich dessen Ostgrenze mit der politischen Grenze zwischen dem Herzogtum Kärnten und der Mark. (Ebner)

### Spanheimer
1122 übertrug Herzog Heinrich IV. von Spanheim-Kärnten seinem Bruder Bernhard die gräfliche Gewalt in der Mark hinter dem Drauwald; gleichzeitig wurde dessen Amtsbezirk bis Unterdrauburg (Dravograd) hinauf vergrößert. (Mell)

### Traungauer (Otakare)
Graf Bernhard war mit Kunigunde vermählt, der Tochter des steirischen Markgrafen Ottokar II.; aufgrund seines Testaments fielen durch Bernhards Tod im Zweiten Kreuzzug bei Laodicea in Kleinasien 1147 alle seine Allode und Ministerialen sowie auch das markgräfliche Amtslehen an den Traungauer Ottokar III.; z. B. die Herrschaften Marburg, Lembach (Limbuš), Radkersburg und die Ministerialen von Marburg, Lembach, Haidin und Dranneck oder Treun, weiters die Vogtei über die Salzburger Herrschaft Pettau. Die politische Abhängigkeit der Mark von Kärnten erlosch damit. (Ebner)
1164 stiftete Markgraf Ottokar III. aus spanheimischem Erbe die Kartause Seiz zur Festigung seiner Landesherrschaft. (Ebner)

### Babenberger
Um die Wende des 12. zum 13. Jahrhundert wurde den Ungarn der Friedauer Bezirk durch den salzburgischen Ministerial Friedrich von Pettau entrissen. (Mell)

### Ungarn, Böhmen
Nach dem Aussterben der Babenberger 1246 war deren Hinterlassenschaft, Österreich und Steiermark, natürliches Objekt der Begierde vieler Herrscher; 1254 fiel das steirische Draugebiet mit großen Teilen der übrigen Steiermark im Frieden von Ofen an Ungarn, doch schon 1260 gelang es Ottokar von Böhmen, sich nach dem Sieg in der Schlacht bei Kressenbrunn auch die ganze Steiermark einzuverleiben. In der Schlacht von Dürnkrut und Jedenspeigen 1278, in der Ottokar von Rudolf I. besiegt wurde, soll Ottokar durch einen Mahrenberger den Tod gefunden haben. (Seifried von Mahrenberg, ein herausragender steirischer Edler, war einige Jahre vorher von Ottokar aus nichtigen Gründen gefoltert und getötet worden.) (Reichel)

### Habsburger
Noch 1336 wird die march umb Marchpurg erwähnt. (Mell)
1362 fiel den Habsburgern noch das Gebiet von Windischgraz (Slovenj Gradec) zu, das seit 1228 von den Patriarchen von Aquileja besessen wurde (davor Grafen von Andechs, siehe Heinrich von Istrien), aber weder zur Steiermark noch zu Kärnten gehörte. 1407 zählte es nachweislich zur Steiermark, doch erst vor 1482 wurde es endgültig den steirischen Herzögen zugewiesen. (Ebner)